# مالتش
مالتش (بالألمانية: Maltsch) هو نهر في النمسا العليا وفي جمهورية التشيك، رافد أيمن من فلتافا.